# John Schlitt
John William Schlitt (Lincoln (Illinois), 3 de fevereiro de 1950) é um cantor de rock cristão americano. Sua carreira musical começou em meados dos anos 70, quando tocava em uma banda de rock chamada Head East. É mundialmente conhecido por ser o vocalista da banda Petra já há mais de 30 anos.

## Carreira
John Schlitt nasceu em Lincoln, Illinois. E desde cedo já mostrava talento para a música. Aos 13 anos de idade, ele se juntou a uma banda chamada "Vinegar Hills Hometown Band Something Different" em sua cidade natal e durante seus anos de colégio que ele veio a conhecer sua futura esposa, Dorla Froelich.
Depois de se formar no ensino médio, Schlitt entrou na Universidade de Illinois, onde fez licenciatura em Engenharia Civil. Em 1972, ele entrou para a banda de rock "Head East" como vocalista com alguns colegas da universidade, alternando sua vida entre a carreira musical e os estudos, Schlitt finalmente se formou em 1974 se dedicando em tempo integral à sua carreira na música.

### Era Head East
Durante os anos seguintes, Schlitt encontrou o caminho do sucesso com a banda Head East, e produziu vários sucessos durante os anos 70. Com a banda, John participou de diversos álbuns de estúdio e um álbum ao vivo. No entanto, durante o tempo, Schlitt também desenvolveu uma dependência em cocaína e álcool. Sua dependência atingiu um pico quando se aposentou da banda em março de 1980.
Depois de deixar o "Head East", Schlitt formou uma banda de curta duração, mas rapidamente desapareceu, seu vício se intensificou em uma depressão de seis meses, durante o qual ele chegou muito perto de suicídio. Durante o mesmo período, no entanto, sua mulher tornou-se cristã e, posteriormente, convenceu Schlitt a ver o seu pastor. Schlitt confessa que já havia decidido acabar com sua vida.
No entanto, Schlitt também se tornou cristão e deixou seu vício em drogas e álcool. Schlitt decidiu deixar a cena musical e se dedicar a família. Depois disso, ele começou a trabalhar em uma fábrica, e subiu lentamente até se tornar um engenheiro de minas e, em seguida, um engenheiro de custo e programação.

### Era Petra
Cinco anos depois de deixar a indústria da música, John recebeu um telefonema de Bob Hartman e foi convidado para fazer um teste para a Banda de Rock Cristã, Petra . A banda tinha acabado de perder seu vocalista Greg X. Volz , que tinha deixado a banda para seguir carreira solo. Depois de uma sessão com Hartman (Co-fundador e guitarrista do Petra), ele foi convidado a se juntar à banda. Ele fez seu primeiro show em 3 de fevereiro de 1986, iniciando uma carreira que se estenderia por quase duas décadas. Seu primeiro álbum com a banda foi o lançamento de 1986 Back to the Street.
Durante a sua carreira com a Petra, a banda recebeu diversos discos de ouro e ganhou ainda quatro Grammy e vários Dove Awards.
Suas viagens e apresentações com o grupo alcançou todos os 50 estados dos Estados Unidos e mais de 35 países.[carece de fontes?]

### Carreira solo
Durante os intervalos do Petra, Schlitt gravou dois álbuns solo:  "Shake" em 1995, e "Unfit For Swine" em 1996. Ambos foram moderadamente bem sucedidos e receberam críticas positivas.[carece de fontes?]
Em 2001, John fez uma participação num álbum chamado "Renewal: Ready to Go". Este Cd foi lançado dia 9 de Setembro de 2001, e foi dedicado a Igreja Comunidade de Cristo, em Franklin, TN. Este álbum é composto de 18 canções feitas por vários artistas cristãos.
Após a aposentadoria do Petra em 2005, John Schlitt e Bob Hartman lançaram um trabalho solo juntos, como "II Guys from Petra". O cd da dupla foi lançado em 26 de janeiro de 2007, intitulado "Vertical Expressions". Hartman e Schlitt realizaram vários shows para promover o álbum.
Em março de 2004,  a 3ChordsRecords lançou um álbum chamado "Welcome To The Revolution" (Liberty n' Justice) que também é uma compilação de vários artistas do rock cristão, entre eles John Schlitt e Greg X. Volz. A música de John que faz parte desse projeto é "It's About Love".
Depois disso, Schlitt lançou seu terceiro trabalho solo em 22 de Janeiro de 2008, intitulado "The Grafting". Dan Needham, filho de Schlitt, produziu o álbum.
Seu último trabalho solo, intitulado "The Greater Cause" (lançado em 2012), foi bem elogiado pelo público e crítica, além de lhe render um vídeo clipe da música "Faith & Freedom", um dos hits do novo álbum.
No decorrer de sua carreira, John Schlitt ganhou vários Gold Records, Grammys e Dove Awards. Ele tem viajado por todo o mundo e foi introduzido no Hall da Fama da música Gospel como vocalista de Petra. Recentemente, foi nomeado o melhor cantor de rock da história da música cristã pela GospelMusicChannel.com. Segundo o site, John Schlitt "continua a ser um dos homens mais marcantes e impactantes".

## Discografia

### Com Head East
| Ano  | Álbum                     | Gravadora   |
| ---- | ------------------------- | ----------- |
| 1974 | Flat as a Pancake         | A&M Records |
| 1976 | Get Yourself Up           | A&M Records |
| 1977 | Gettin' Lucky             | A&M Records |
| 1978 | Head East                 | A&M Records |
| 1979 | Head East Live            | A&M Records |
| 1979 | A Different Kind of Crazy | A&M Records |

### Com Petra
| Ano  | Álbum                            | Gravadora                                   |
| ---- | -------------------------------- | ------------------------------------------- |
| 1986 | Back to the Street               | Star Song Records                           |
| 1987 | This Means War!                  | Star Song Records                           |
| 1988 | On Fire!                         | Star Song Records                           |
| 1989 | Petra Praise: The Rock Cries Out | DaySpring Records Word Records Epic Records |
| 1990 | Beyond Belief                    | DaySpring Records Word Records Epic Records |
| 1991 | Unseen Power                     | DaySpring Records Word Records Epic Records |
| 1992 | Petra en Alabanza                | DaySpring Records Word Records Epic Records |
| 1993 | Wake-Up Call                     | DaySpring Records Word Records Epic Records |
| 1995 | No Doubt                         | Word Records Epic Records                   |
| 1997 | Petra Praise 2: We Need Jesus    | Word Records Epic Records                   |
| 1998 | God Fixation                     | Word Records Epic Records                   |
| 2000 | Double Take                      | Word Records Epic Records                   |
| 2001 | Revival                          | Inpop Records EMI Records                   |
| 2003 | Jekyll and Hyde                  | Inpop Records EMI Records                   |
| 2004 | Jekyll and Hyde en Español       | Inpop Records EMI Records                   |
| 2005 | Farewell                         | Inpop Records EMI Records                   |
| 2013 | 40th Anniversary (Coletânea)     | Star Song / Capitol Records                 |

### Com "II Guys From Petra"
| Ano  | Título               | Gravadora         |
| ---- | -------------------- | ----------------- |
| 2007 | Vertical Expressions | Petra Productions |

### Com "The Union Of Sinners & Saints"
| Ano  | Título                        | Gravadora        |
| ---- | ----------------------------- | ---------------- |
| 2016 | The Union Of Sinners & Saints | Suite 28 Records |

### Solo
| Ano  | Título                | Gravadora         |
| ---- | --------------------- | ----------------- |
| 1995 | Shake                 | Word Records/Epic |
| 1996 | Unfit For Swine       | Word              |
| 2008 | The Grafting          | 4K                |
| 2012 | The Greater Cause     | 4K                |
| 2013 | The Christmas Project | 4K                |

## Participações em outros projetos
- Música "Almost Makes Me Believe" na trilha sonora do filme Three Blind Saints (2012)
- Música "Beyond Belief" no álbum Whatever happened to Good TV? da banda Alakrity (2007)
- CD Project Damage Control (2005)
- Música "It's About Love" no álbum Liberty N´Justice: Welcome to the Revolution (2004)
- Música "Ready To Go" no álbum from re:newal - The Art of Community (2001)
- Música "Thankful Heart" no álbum Jubilate` (dueto com Nathan DiGesare) (1992)